# Dyscia duanjiao
Dyscia duanjiao är en fjärilsart som beskrevs av Yang 1978. Dyscia duanjiao ingår i släktet Dyscia och familjen mätare. Inga underarter finns listade i Catalogue of Life.